# Диалекты казахского языка

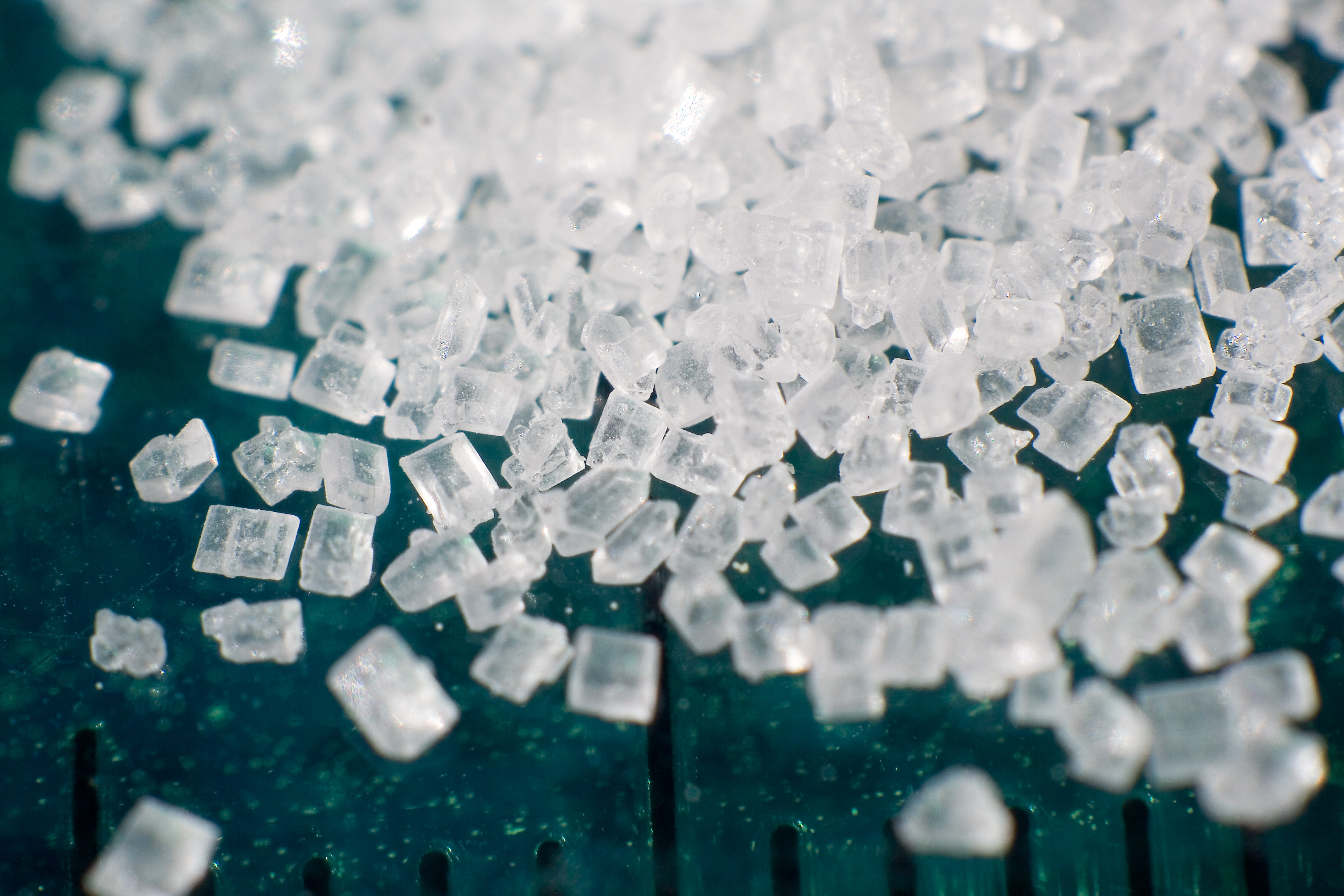
Казахи западных регионов называют сахар секер или шекер (от شکر/šakar), тогда как в других диалектах и литературном казахском языке употребляется слово қант (от قند/qand).

Диалекты казахского языка (каз. Қазақ тілінің диалектілері, قازاق ءتىلىنىڭ ديالەكتىلەرى) — территориальные разновидности казахского языка. Основными диалектами являются западный, южный и северо-восточный. Последний стал основой для современного казахского литературного языка. Существуют и другие взгляды на количество и деление диалектов.

## История изучения
Долгое время из-за удивительной однородности казахского языка сам факт существования в нём диалектов был предметом споров. Об отсутствии диалектов в казахском говорили В. В. Радлов, П. М. Мелиоранский, Н. И. Ильминский, А. М. Позднеев, С. Е. Малов.

Язык киргизов (казахов) сохранил свой первоначальный, чисто тюркский характер. На всем обширном пространстве Киргизской степи язык киргиз-кайсаков не распадается на диалекты: на Волге и на Иртыше он один и тот же. Язык каракиргизов (киргизов) весьма близок к языку киргиз-кайсаков, но отличается от него фонетически.
— Яновский А. Е. Киргизы // Энциклопедический словарь Брокгауза и Ефрона : в 86 т. (82 т. и 4 доп.). — СПб., 1890—1907.

…особенно замечательно то обстоятельство, что несмотря на громадное пространство, занимаемое киргизами (казахами), язык их даже в наиболее удаленных друг от друга местах, почти совершенно одинаков, до такой степени, что дальнейшее дробление на поднаречие едва ли возможно.
— Мелиоранский П. М. Краткая грамматика казак-киргизского языка. — СПб., 1897.
Мнение о бездиалектности казахского языка, которое также поддерживали и казахские языковеды, доминировало вплоть до 1937—1938 годов, когда были проведены экспедиции по сбору материалов о казахских диалектах. В течение продолжительного времени эти данные оставались необработанными. Лишь в 1946 году были опубликованы первые статьи по казахской диалектологии за авторством Жумата Доскараева и Сарсена Аманжолова. После Великой Отечественной войны Аманжоловым была написана докторская диссертация на тему «К вопросу о казахской диалектологии», в 1951 году был издан небольшой диалектологический сборник, в 1954 году была сдана в печать работа Доскараева «Материалы областной лексики казахского языка», а в 1953—1954 годах в журнале «Вопросы языкознания» были опубликованы статьи Аманжолова и Доскараева.
В марте 1952 года, в связи с разгромом «яфетической теории» Николая Марра, в Казахстане состоялась языковедческая дискуссия. В 1953 году от имени сектора тюркских языков Института языкознания Академии наук СССР на страницах лингвистического журнала «Вопросы языкознания» с резкой критикой в адрес казахских сторонников теории Марра выступил Эрванд Севортян (1901—1978). Помимо прочего, в числе ошибок казахских языковедов было названо отрицание наличия диалектов и квалификация диалектальных явлений как «искажений».
Считается, что первым, кто стал говорить о «местных различиях» (каз. жергілікті өзгешеліктер) казахского языка, был Джусупбек Аймаутов (1889—1931). В своей статье «О языке» (каз. Тіл туралы), опубликованной в 1926 году в газете «Еңбекші қазақ» Аймаутов писал: «У каждого казахского рода, в каждой губернии есть слова, которые используют и понимают только они. В научном языке это называется провинциализмом». Далее он отметил, что в языке казахов Букеевской Орды ощущается влияние татарского, русского, арабского и персидского языков, у сырдарьинских и семиреченских казахов — узбекского языка, у костанайских казахов — русского и ногайского языков, у семипалатинских и акмолинских казахов — арабского и русских языков.

## Классификация
Между различными диалектами казахского языка, которые незначительно отличаются друг от друга, отсутствуют (или не выявлены) чёткие границы. Это объясняется высокой мобильностью носителей языка. Вероятно, монолитности не только литературно-письменного языка, но и устного народного языка поспособствовали географические особенности бескрайней казахской степи. Однако некоторые исследователи отмечали, что о свободе кочёвок среди казахов не было и речи, а передвижение по чужой территории приводило к кровавым столкновениям, следовательно, условия для свободного общения населения отсутствовали.

### Основные диалекты
В казахском языке существуют три основных диалекта (этого мнения придерживался основоположник казахского языкознания Сарсен Аманжолов): западный, северо-восточный и южный. Эти диалекты, как и диалекты каракалпакского и киргизского языков, определяются по территориальному принципу, а не по родо-племенной структуре (как в туркменском языке). Некоторые исследователи (А. Н. Самойлович, К. Г. Менгес и др.) считают каракалпакский язык, который очень близок к казахскому языку (особенно северо-восточный диалект каракалпакского), одним из диалектов казахского, также дискуссионным остаётся вопрос, являются ли каракалпаки самостоятельным народом или субэтнической группой в составе казахов. К диалектам казахского языка также причисляются кипчакско-узбекский диалект и язык кураминцев.
Западный и северо-восточный диалекты появились в результате локального разобщения и родо-племенного объединения здешних казахов в течение веков. Южный диалект казахского языка, вследствие владычества Кокандского ханства на этих землях, несколько веков подвергался сильному влиянию узбекского языка. Немало слов было заимствовано из узбекского языка, кроме того, наблюдаются заимствования из кыргызского и отчасти каракалпакского языков, но, в свою очередь, повлиял на отдельные диалекты узбекского и кыргызского языков. В рамках южного диалекта казахского языка существуют четыре говора: сырдарьинский, шымкентский, чуйский и семиреченский говоры. В шымкентском говоре прослеживается значительное влияние узбекского языка. На чуйский говор значительно повлиял кыргызский язык, а на семиреченский говор повлияли уйгурский и кыргызский языки.
Жумат Доскараев и Нигмет Сауранбаев считали, что казахский язык подразделяется на два диалекта: юго-восточный и северо-западный. Шора Сарыбаев согласился с мнением Аманжолова, но подразделял северо-восточный диалект на северный и восточный поддиалекты. В настоящее время распространено мнение, что диалектов в казахском языке четыре: западный, южный, восточный и центрально-северный.

### Говоры казахов Китая и Монголии
Говорам казахов Китая и Монголии присущи некоторые особенности. Язык китайских казахов, подвергшийся незначительному влиянию китайского языка (мандаринский), в основном относится к южному диалекту. Казахи родов (племён) албан и суван Старшего жуза, обитающие в Илийском районе, говорят на особом диалекте. На северо-восточном диалекте говорят племена керей, найман и кызай Среднего жуза. Из-за длительного проживания в изоляции друг от друга, отмечается разница в употреблении некоторых терминов в Казахстане и Китае. Например, казахстанскому дәрігер (доктор) соответствует слово шипагер в том же значении. Не только китайским казахам, но и некоторым казахам Казахстана непонятны нововведённые термины ұстаным (принцип), сәуір (апрель), дәрумен (витамин), қызанақ (помидор), пайыз (процент), жанұя (семья).

### Говоры казахов Каракалпакстана
Из-за длительного проживания вместе с каракалпаками, их язык повлиял на лексику, фонетику и грамматику языка местных казахов. В свою очередь казахский язык оказал такое же влияние на каракалпакский. Слова из литературного каракалпакского вошли в диалект казахов и используются ими наряду с казахскими словами. Из-за такого соседства некоторые слова из литературного казахского языка приобрели дополнительное значение.
Согласно исследованиям, проведённым в Кунградском районе Каракалпакстана, говор тех казахов, которым созданы условия для обучения языку, практически не отличается от современного нормативного казахского языка, а язык сельских казахов, проживающих вместе с каракалпаками и узбеками, подвергся иноязычному влиянию.

## Диалекты и литературный язык
Основой современного казахского литературного языка является северо-восточный диалект, на котором писали свои произведения такие выдающиеся казахские просветители XIX века, как Абай Кунанбаев и Ибрай Алтынсарин. Из-за территориальной отдалённости, в отличие от других диалектов, северо-восточный диалект подвергся меньшему влиянию арабского и персидского языков. Иногда отдельные слова других диалектов проникают в литературный язык для обозначения новых терминов, которые не имеют аналогов в северо-восточном диалекте.

## Словари диалектизмов
В монографии Сарсена Аманжолова «Вопросы диалектологии и истории казахского языка» (1959) содержится словарь из 4 тыс. диалектизмов, в труде Жумата Доскараева «Қазақ тілінің жергілікті ерекшеліктері (Лексика)» (рус. «Региональные особенности казахского языка») рассматривается около 1,5 тыс. слов. Это были самые ранние диалектологические словари по казахскому языку. В 1969 году был издан коллективный труд под названием «Диалектологический словарь казахского языка» (каз. «Қазақ тілінің диалектологиялық сөздігі») с 6 тыс. слов. На основе вышеперечисленных словарей и данных различных диалектологических исследований в 2005 году был опубликован «Словарь регионализмов казахского языка» (каз. «Қазақ тілінің аймақтық сөздігі») из 22 тыс. слов.